# Clausena luxurians
Clausena luxurians är en vinruteväxtart som först beskrevs av Wilhelm Sulpiz Kurz, och fick sitt nu gällande namn av Walter Tennyson Swingle. Clausena luxurians ingår i släktet Clausena och familjen vinruteväxter. Inga underarter finns listade i Catalogue of Life.